# Ljungbyskolan
Ljungbyskolan (ursprungligen Ljungby centralskola) är en skola i Bergagård, Ljungby socken, Falkenbergs kommun.

## Historia
Skolan uppfördes 1945–1946 efter ritningar av arkitekt Carl Landsten med byggmästarna Adolf Pettersson i Vessigebro och Anders Johansson i Vinberg som huvudentreprenörer.
Redan sedan Ljungby landskommun 1940 övertagit skolfrågorna från kyrkan hade man planerat att ersätta de tre nu föråldrade skolbyggnaderna med en ny modern centralskola. Andra världskriget kom dock att bromsa planerna och först i maj 1945 kunde bygget av den nya centralskolan inledas. 15 augusti 1946 och 3 oktober 1946 invigdes den i närvaro av landshövdingen Reimer Johansson. Samtidigt med skolan uppfördes två fristående lärarbostäder.
År 1951 slogs Ljungby kommun samman med Vinbergs kommun men Ljungbyskolan kom att kvarstå som centralskola för Ljungby socken. I samband med att grundskola infördes i kommunen 1964–1965 kom Tångaskolan i Falkenberg att bli högstadieskola för eleverna medan Ljungbyskolan kvarstod som låg- och mellanstadieskola.
Skolan hade redan från början planerats med en gymnastiksal. På grund av byggrestriktioner efter andra världskriget kunde dock ingen gymnastiksal uppföras då utan det dröjde fram till 1960-talet innan en sådan uppfördes. År 1967 lades Kärrets småskola ned sedan man 1966–1967 låtit bygga till Ljungby centralskola för att kunna ta emot dessa klasser.
Med blockplaneringen i slutet av 1960-talet avskaffades Vinbergs skolstyrelse och skolfrågorna övertogs i stället av Falkenbergsblocket och kort därefter av Falkenbergs kommun.